# José Américo Orzali
José Américo Orzali (Buenos Aires, 13 marzo 1863 – San Juan, 18 aprile 1939) è stato un arcivescovo cattolico argentino.

## Biografia
Nel 1877 entrò nel seminario diocesano di Buenos Aires: completò gli studi teologici e filosofici a Roma, dove fu ordinato prete nel 1885.
Rientrato in Argentina nel 1886, svolse il suo ministero pastorale nella capitale e nel 1896 vi fondò la congregazione delle suore di Nostra Signora del Rosario.
Nel 1912 fu nominato vescovo di San Juan de Cuyo, sede elevata alla dignità metropolitana nel 1935. Celebrò il primo sinodo diocesano nel 1916.

## Genealogia episcopale e successione apostolica
La genealogia episcopale è:
- Cardinale Scipione Rebiba
- Cardinale Giulio Antonio Santori
- Cardinale Girolamo Bernerio, O.P.
- Arcivescovo Galeazzo Sanvitale
- Cardinale Ludovico Ludovisi
- Cardinale Luigi Caetani
- Cardinale Ulderico Carpegna
- Cardinale Paluzzo Paluzzi Altieri degli Albertoni
- Papa Benedetto XIII
- Papa Benedetto XIV
- Papa Clemente XIII
- Cardinale Bernardino Giraud
- Cardinale Alessandro Mattei
- Cardinale Giacomo Giustiniani
- Cardinale Pietro Ostini
- Vescovo Mariano Medrano y Cabrera
- Arcivescovo Mariano José de Escalada Bustillo y Zeballos
- Vescovo Venceslao Javier José Achával y Medina, O.F.M.Obs.
- Arcivescovo Federico León Aneiros
- Arcivescovo Mariano Antonio Espinosa
- Arcivescovo José Américo Orzali

La successione apostolica è:
- Vescovo Juan José Marcos Zapata (1914)
- Vescovo José Aníbal Verdaguer y Corominas (1935)